# Longyearälven

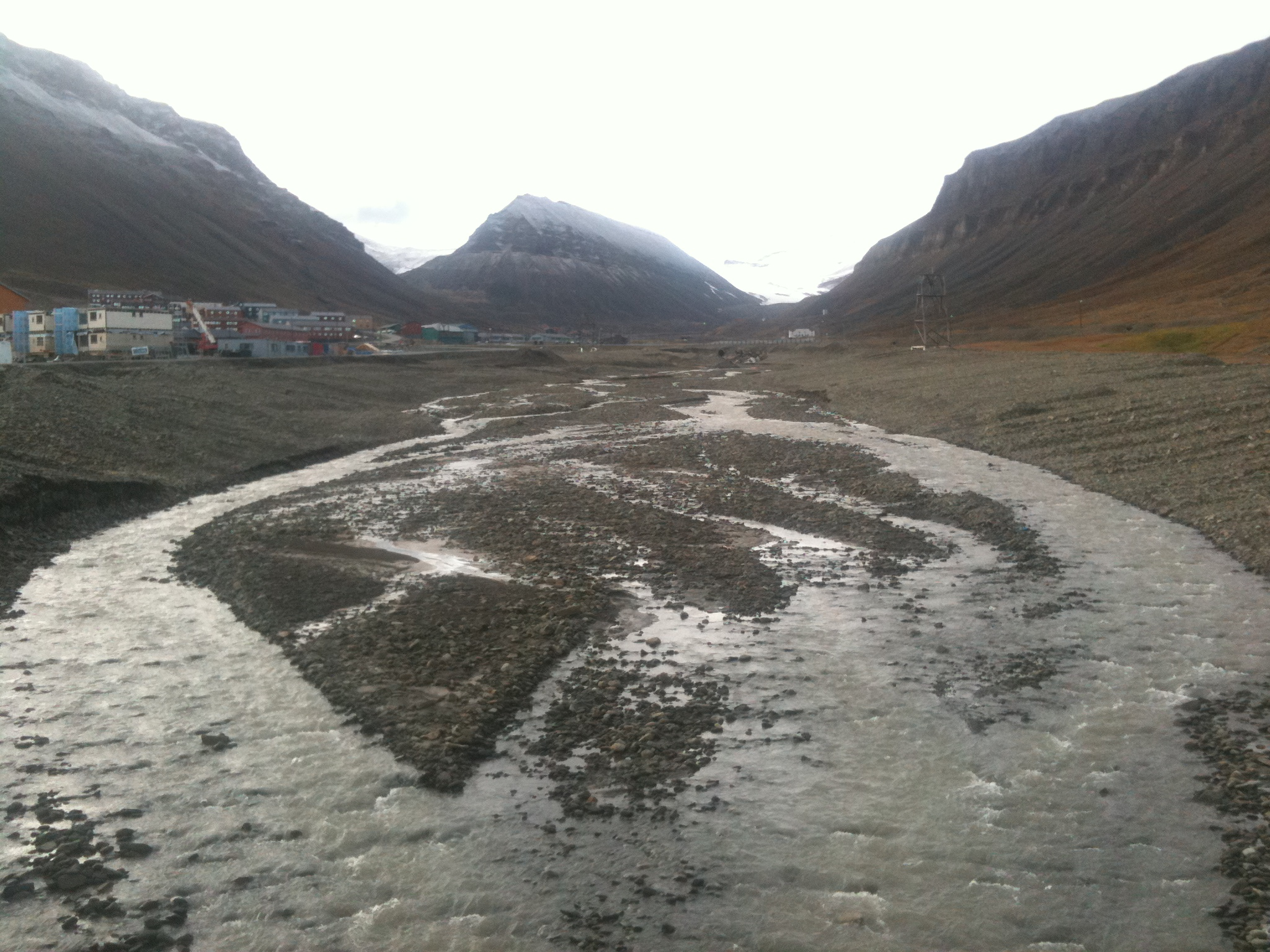
Longyearälven, mot fjället Sarkofagen, med Nybyen till vänster och Huset till höger

Longyearälven (no Longyearelva) är en omkring fem kilometer lång älv i Svalbard, som rinner från glaciärerna Longyearbreen och Larsbreen i Longyeardalen och genom Longyearbyen ut i Adventfjorden.
Longyearälven dominerar Longyeardalen och överkorsas av fyra broar i Longyearbyen. Inne i dalen har älven avsatt två-tre ändmoräner. Den största av dem är dagens morän, men det finns också en mycket stor morän som löper mellan Gruve 1b och Gruve 4 inom det bebyggda området.
Som för andra älvar på Spetsbergen är vattenföringen extra stor under månaderna april-juli vid vår- och sommarflöden. Både Adventälven och Longyearälven kan var för sig tillföra Adventfjorden uppemot 2 – 3,5 kubikmeter per sekund i högflodstid på försommaren.